# 淄博市市长列表
下表列出历任淄博市市长：

## 淄博特区

### 第一次设立
- 时间：1945年8月-1946年12月
- 隶属：鲁中行署
- 专员公署专员：
  - 徐化鲁

### 第二次设立
- 时间：1948年8月-1949年7月
- 隶属：鲁中南行署
- 专员公署专员：
  - 李去鹤，1948年8月-1949年1月在任。
  - 宋竹庭，1949年1月-1949年7月在任。

## 淄博工矿特区
- 时间：1949年7月-1950年5月
- 隶属：山东省
- 专员公署专员：
  - 宋竹庭，1949年7月-1950年5月在任。

## 淄博专区
- 时间：1950年5月-1953年7月
- 隶属：山东省
- 专员公署专员：
  - 王云生，1950年5月-1953年1月在任。

## 淄博工矿区
- 时间：1953年7月-1955年3月
- 隶属：山东省
- 专员：空缺

## 淄博市
- 时间：1955年3月-
- 隶属：山东省
- 市人民政府市长
  - 王士超，1955年3月-1955年5月在任。
  - 张哲民，1955年5月-1956年4月在任。
- 市人民委员会市长
  - 张哲民，1956年4月-1957年5月在任。
  - 冯　平，1957年5月-1963年3月在任。
  - 王佩珍，1963年3月-1967年3月在任。
- 市革命委员会主任
  - 顾　良，1967年3月-1970年2月在任。
  - 杜永隆，1970年2月-1973年7月在任。
  - 郑子久，1973年7月-1978年2月在任。
  - 赵国栋，1978年2月-1980年1月在任。
- 市人民政府市长
  - 王　韬，1980年1月-1986年4月在任。
  - 王怀远，山东龙口人，1986年4月-1988年4月在任。
  - 韩新民，陕西临潼人，1988年4月-1995年1月在任。
  - 李书绅，山东海阳人，1995年1月-1997年12月在任。
  - 张建国，山东沾化人，1997年12月-2002年6月在任。
  - 刘慧晏，山东招远人，2002年6月-2007年3月在任。
  - 周清利，山东惠民人，2007年3月-2012年9月在任。
  - 徐景颜，山东寿光人，2012年9月-2015年2月在任。
  - 周连华，山东东营人，2015年2月-2017年4月在任。
  - 于海田，山东临沂人，2017年5月-2020年9月在任。
  - 马晓磊，山东济南人，2020年11月-2022年8月在任。
  - 赵庆文，山东兰陵人，2022年8月就任。